# Francesco Gabbani
Francesco Gabbani, född 9 september 1982 i Carrara, är en italiensk sångare och låtskrivare.

## Biografi
2009 medverkade Gabbani på Mira Leons singel "Filodoro". Han släppte sina debutsinglar "Estate" och "Maledetto amore" 2011. Två år senare släpptes "I dischi non si suonano" och "Clandestino" som singlar och hans debutalbum Greitist Iz släpptes 27 maj 2014. Albumet klättrade till nummer 59 på italienska albumlistan.
2016 skrev Gabbani soundtracket till den italienska långfilmskomedin Poveri ma ricchi, regisserad av Fausto Brizzi. Låten "Foglie al gelo" släpptes som singel i december 2016 från filmens soundtrackalbum.

### Eurovision Song Contest
Gabbani fick sin första stora hit med "Amen" som han vann den italienska musiktävlingen San Remo-festivalen med i kategorin Nuove proposte (sv: Unga debutanter) 2016. Singeln klättrade till plats 14 på italienska singellistan och det efterföljande albumet tog sig in på topp 20 i Italien. Året därpå var Gabbani tillbaka i San Remo-tävlingen i kategorin Big Artists med bidraget "Occidentali's Karma" som även den vann tävlingen.  Med denna låt representerade han Italien i Eurovision Song Contest 2017 i Kiev. Låten blev snabbt en stor hit och sålde i 200 000 exemplar i Italien. Bidraget framfördes med startnummer 9 i finalen 13 maj och efter omröstningen slutade det på plats 6 med 334 poäng. Bidraget fick högsta poäng av både folket och juryn i Albanien och Malta.

## Diskografi
- 2014 - Greitist Iz
- 2016 - Eternamente ora
- 2017 - Magellan